# 크레이지 아케이드
《크레이지 아케이드》(영어: Crazy Arcade)는 로두마니 스튜디오가 개발하고 넥슨에서 서비스하는 2D 온라인 게임이다. 크레이지 아케이드는 원래 여러 게임을 모아서 하나의 클라이언트로 실행하는 방식의 비디오 게임이었다. 초기엔 비앤비(BnB), 테트리스 등 여러가지의 아케이드 게임이 운영되었지만, 비앤비를 제외한 모든 게임은 여러 이유로 인해 서비스가 중단되었다.(히든 캐치는 다시 서비스 중이다.) 현재는 크레이지 아케이드 비앤비라는 이름으로 운영되고 있다. 줄여서 '크아'라고 부르기도 한다.
크레이지 아케이드(특히 비앤비)는 처음 발매되었을 때, 대중들로부터 엄청난 인기를 얻었던 게임이다. 비록 디자인이 오래되었고 단순히 물풍선만을 이용해서 공격 및 방어하는 게임이지만, 그 당시에는 최고의 인기를 얻었으며 국내에서는 무려 2000만 명이 넘을 정도의 유저들이 크레이지 아케이드를 즐겨했을 정도이다. 그리고 크레이지 아케이드는 전 세계 여러 나라로 퍼져나가 전 세계 여러 나라에서도 엄청난 인기를 얻었다. 세계에서는 총 1억 명이 넘을 정도의 유저들이 크레이지 아케이드를 즐겨했을 정도이다. 크레이지 아케이드가 수출된 나라들은 미국, 중국, 영국, 프랑스, 독일, 러시아, 일본 등의 국가들에 성공적으로 수입되었다.
2019년 3월에는 크레이지 아케이드 비앤비가 크레이지_아케이드 BnB M라는 이름의 모바일 게임으로도 출시되어 큰 인기를 누리고 있다.. 2022년에 크레이지_아케이드 BnB M 이 서비스 종료되었다.

## 히든 캐치
히든캐치는 일명 틀린 그림찾기 게임이다. 초기에는 두 장의 그림에서 틀린 부분을 찾아 캐릭터를 이동시켜 도장을 찍는 모드만이 있었으나, 후에 넓은 게임 화면에서 주어진 캐릭터와 같은 캐릭터는 찾는 모드와, 빙고 모드, 같은 그림 카드 찾기 모드가 추가되었다. 한 때 크레이지 아케이드에서 독립 후 서비스되기도 하였으나 곧 서비스를 종료하였다. 하지만 2013년 12월 13일 재오픈 되어 서비스되고 있다. 현재 오락실모드와 대전모드 두가지 모드가 있다.

## 서비스 종료 게임

### 테트리스
말 그대로 테트리스이다. 한 때 크레이지 아케이드에서 독립 후 서비스되기도 하였으나 곧 서비스를 종료하였다.

### 디지팡
폭탄들을 이용하여 상대방 기지를 폭파시키는 게임이다.

### 비즈
애니팡과 게임방법이 유사한 구슬 게임이다. 구슬을 무한정 마음대로 움직일 수 있다는 게 동종의 게임과 다른 점이다. 후에 히든 캐치와 마찬가지로 크레이지 아케이드에서 독립 후 웹비즈라는 이름으로 넥슨 홈페이지에서 서비스되었으나 별다른 인기를 얻지 못한 채 종료되었다.

## 논란
비앤비는 봄버맨과 플레이 방식이 비슷해 표절 의혹을 받았으며, 넥슨과 봄버맨의 저작권자인 허드슨은 2003년과 2007년에 두 차례나 소송을 겪었다.

### 출시일
- 안드로이드|2019년 3월 21일
- iOS|2019년 3월 13일(사전예약), 21일(출시)
- iPhone|2019년 4월 11일
- iPad|2019년 6월 26일
- iPadOS|2019년 10월 4일
- iPod|2019년 11월 21일(베타), 25일(출시)
- Windows|2020년 2월 7일
- macOS|2021년 9월 10일(베타), 12일(출시)

## 같이 보기
- 《BnB 어드벤쳐》: 이 게임을 바탕으로 2002년 9월 4일에 출시된 외전 게임.
- 《크레이지 아케이드 대모험 2: 지옥불마왕의 부활》: 2003년 12월 8일에 출시된 외전 게임.
- 다오배찌 붐힐대소동
- 카트라이더
- 버블파이터